# 라엘 (가수)
라엘(1987년 ~ )은 대한민국의 가수, 작곡가다. 2010년 1집 앨범 [God Is Able]로 데뷔했다.

## 방송

### 예능
- 슈퍼스타K5 (2013) - Top24
- 히든싱어 2 (2013) - 김윤아 편 4위
- 아시아 갓 탤런트 (2015)

### 드라마
- 2022년 디즈니+ 《키스 식스 센스》 - 버스킹 가수 역

## 공연
- 라엘 콘서트 (2016)